# Kersti Holmquist
Kersti Holmquist, född Wallér 16 juni 1919 i Visby, död 17 januari 2000 i Hedvig Eleonora församling i Stockholm, var konsthistoriker och chef för Livrustkammaren 1978–1985.

## Biografi
Holmquist studerade konsthistoria i Lund och Stockholm och arbetade 1945–1978 på Nordiska museet, först vid högreståndsavdelningen och därefter avdelningen för bostadsskick. När Livrustkammaren 1978 flyttade från Nordiska museet till Stockholms slott tillträdde hon som chef för Livrustkammaren. Vid inrättandet av myndigheten Livrustkammaren och Skoklosters slott med Stiftelsen Hallwylska museet  blev hon 1980 myndighetens första överintendent.
Kersti Holmquist är begravd på Norra begravningsplatsen utanför Stockholm.

## Utmärkelser
H.M. Konungens medalj i guld av 12:e storleken, i serafimerordens band, 1985